# 安思捷
安思捷（Jan Elizabeth Adams，1963年—）澳大利亞外交官。前任澳大利亞駐華大使、現任駐日大使。

## 經歷
安思捷是澳大利亞外交貿易部高級職業外交官，她於2013年4月出任助理常務次長，負責貿易及經濟事務。她在這一職位上出任首席談判代表，主持並完成了澳大利亞與中國、韓國及日本的自由貿易協定談判。此前安思捷女士曾經出任自由貿易協定司司長。
安思捷曾於2005年至2008年期間出任環境事務大使及氣候變化事務大使，於2000年至2004年期間出任駐美國大使館公使銜貿易參贊。
1993年至1996年期間，安思捷替貿易部長和科技及工業部長彼得·庫克參議員擔任顧問，此前她曾在法國巴黎的經濟合作與發展組織環境與貿易處供職。
安思捷於1999年到澳大利亞外交貿易部供職，出任亞太經合組織司副司長一職。
因其在國際間不懈推動澳大利亞在貿易及環境議題目標方面的出色工作，安思捷女士於2007年榮獲澳大利亞傑出公務員獎章。
安思捷女士成長於澳大利亞維多利亞州的沃東格地區，她畢業於澳大利亞莫納什大學，擁有經濟學學士（榮譽）及法學學士（榮譽）學位。安思捷女士已婚，育有一子。